# Callimoxys nigrinus
Callimoxys nigrinus es una especie de escarabajo longicornio del género Callimoxys, tribu, Stenopterini, subfamilia Cerambycinae. Fue descrita por Hammond & Williams en 2011.

## Descripción
Mide 6,5-10 mm de longitud.

## Distribución
Se distribuye por Estados Unidos.